# Star Suburb : la banlieue des étoiles
Star Suburb : la banlieue des étoiles est un film français de court métrage réalisé par Stéphane Drouot, sorti en 1983.

## Synopsis
Dans une HLM de l'espace, Mireille, une petite fille, se lève la nuit, attirée par d'étranges bruits et lumières...

## Fiche technique
- Titre : Star Suburb : la banlieue des étoiles
- Réalisation : Stéphane Drouot
- Scénario : Stéphane Drouot
- Photographie : Philippe Welt
- Son : Jean-Christophe Hervet, Jean-Charles Jarrel et Jean-Michel Rossi
- Montage : Catherine Horvath
- Musique : Christian Bonnot
- Production : Ulysse Laugier - Zipy Productions Éditions
- Pays de production :  France
- Genre : science-fiction
- Durée : 27 minutes
- Date de sortie : 
  - France : 1983 (présentation au Festival de Cannes)[1]

## Distribution
- Caroline Appéré : Mireille
- Marcelle Turlure : La marraine
- Rémy Giordano : L'amant de la marraine
- Jean-Charles Jarrel : Ken
- Lyle B. Mayer : John
- Céline Menguy : Mannequin

## Distinctions
- 1984 : César du meilleur court métrage de fiction
- 1984 : Grand Prix du festival international du court-métrage de Clermont-Ferrand